# Oliarus ariston
Oliarus ariston är en insektsart som beskrevs av Ronald Gordon Fennah 1969. Oliarus ariston ingår i släktet Oliarus och familjen kilstritar. Inga underarter finns listade i Catalogue of Life.